# Imbisshalle
Als Imbisshalle bezeichnet man kleinere Gastronomiebetriebe.
Sie haben keine oder wenige Sitzgelegenheiten sowie eine Küchengröße zwischen 8 und 15 Quadratmetern. Das Speisenangebot besteht aus küchenfertig vorbereiteten Einfachspeisen bzw. Imbissgerichten, meist mit Getränkeausschank.